# Matti Pietikäinen
Matti Pietikäinen, finski smučarski skakalec, * 29. oktober 1927, Kuopio, Finska, † 15. november 1967, Finska.
Pietikäinen je nastopil na Zimskih olimpijskih igrah 1948 v St. Moritzu, kjer je osvojil četrto mesto na srednji skakalnici. Največji uspeh kariere je dosegel z osvojitvijo naslova svetovnega prvaka na Svetovnem prvenstvu 1954 v Falunu na veliki skakalnici.
Tudi njegov brat Aatto je bil smučarski skakalec.